# Письмянка (Белебеевский район)
Письмянка (баш. Песмән) — упразднённая в 2005 году деревня Усень-Ивановского сельсовета Белебеевского района Республики Башкортостан.

## География
Стоит на реке Письмянка.

### Географическое положение
Расстояние до:
- районного центра (Белебей): 10 км,
- центра сельсовета (Усень-Ивановское): 10 км,
- ближайшей ж/д станции (Белебей): 11 км.

## История
Название происходит от назв. реки Песмән.
В кандидатской диссертации «Историко-стратиграфическое и ареальное исследование башкирской топонимии Южного Урала и Предуралья» Рашит Шакуров писал, что известны восемь топонимов со специфически башкирской основой Песмән, «основной ареал которого охватывает главным образом западный и северо-
западный регион древнего Башкортостана».
Закон Республики Башкортостан «О внесении изменений в административно-территориальное устройство Республики Башкортостан в связи с образованием, объединением, упразднением и изменением статуса населенных пунктов, переносом административных центров» от 20 июля 2005 года N 211-з, ст.1 гласил:

4. Упразднить следующие населенные пункты:
8) в Белебеевском районе:

в) деревню Письмянка Усень-Ивановского сельсовета

## Население
На 1 января 1969 года проживали 170 человек; преимущественно русские.